# Anna Foerster
Anna J. Foerster (* 1971 in Tübingen) ist eine deutsche Filmregisseurin und Kamerafrau, die in den Vereinigten Staaten lebt.

## Leben
Anna Foerster studierte Kamera an der Filmakademie Baden-Württemberg. Dort lernte sie den Regisseur Roland Emmerich kennen, der sie als Kamerafrau im Bereich der Spezialeffekte einsetzte. Sie zog nach Los Angeles und wirkte bei Independence Day, Godzilla und End of Days – Nacht ohne Morgen mit. Ab 2002 folgten auch Aufträge als Second-Unit-Kamerafrau und -Regisseurin, wie bei Familie Johnson geht auf Reisen, The Day After Tomorrow, Æon Flux und 10.000 B.C.
Ab 2009 wurde sie dann selbst mit Folgen der Serie Criminal Minds als Regisseurin tätig.
2012 wurde sie mit dem Deutschen Filmpreis für die beste Kamera bei Anonymus ausgezeichnet.
2016 folgte ihr Kino-Regiedebüt mit Underworld: Blood Wars.

## Filmografie (Auswahl)

### Regie
- 2009–2011: Criminal Minds (Fernsehserie, 5 Folgen)
- 2011–2012: Unforgettable (Fernsehserie, 2 Folgen)
- 2014–2015: Outlander (Fernsehserie, 4 Folgen)
- 2016: Underworld: Blood Wars
- 2019: Carnival Row (Fernsehserie, 2 Folgen)
- 2020: Westworld (Fernsehserie, 1 Folge)
- 2022: Lou
- 2024: Dune: Prophecy (Miniserie)

### Kamera
- 2003: Coronado
- 2011: Anonymus (Anonymous)
- 2013: White House Down